# 撞击 (杂志)
《撞击》是家用电脑ZX Spectrum专题月刊杂志，主要内容为游戏。杂志1984至1991年间由新闻领域出版，公司清盘后由Europress接手出版至1992年。